# لوسی دکوس
لوسی دکوس (فرانسوی: Lucie Décosse‎؛ زادهٔ ۶ اوت ۱۹۸۱) جودوکار اهل فرانسه است.
وی همچنین برندهٔ جوایزی همچون لژیون دونور (شوالیه) شده است.
وی در مسابقات کشوری و بین‌المللی در مجموع برندهٔ ۸ مدال طلا، ۳ مدال نقره، ۲ مدال برنز شده است.